# Niederlausitz

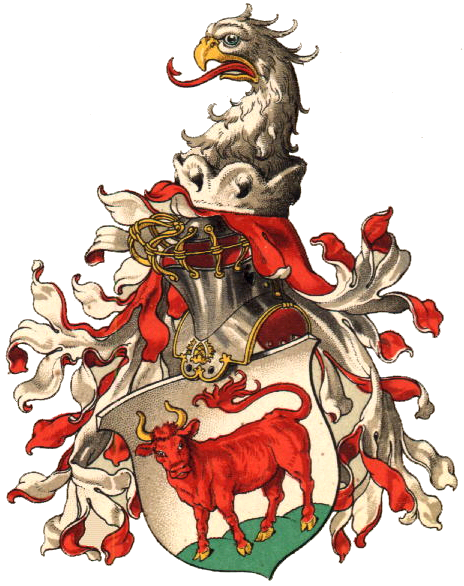
Vollwappen der Niederlausitz

Die Niederlausitz (niedersorbisch Dolna Łužyca, obersorbisch Delnja Łužica, polnisch Dolne Łużyce) ist eine Region und ein ehemaliges Territorium im Süden des Landes Brandenburg, im nördlichen Sachsen und im Westen Polens. Ihr Zentrum ist die Stadt Cottbus.
Sie ist der nördliche Teil der Lausitz. In der Niederlausitz ist, wie auch in der südlich angrenzenden Oberlausitz, das westslawische Volk der Sorben beheimatet.

## Wappen

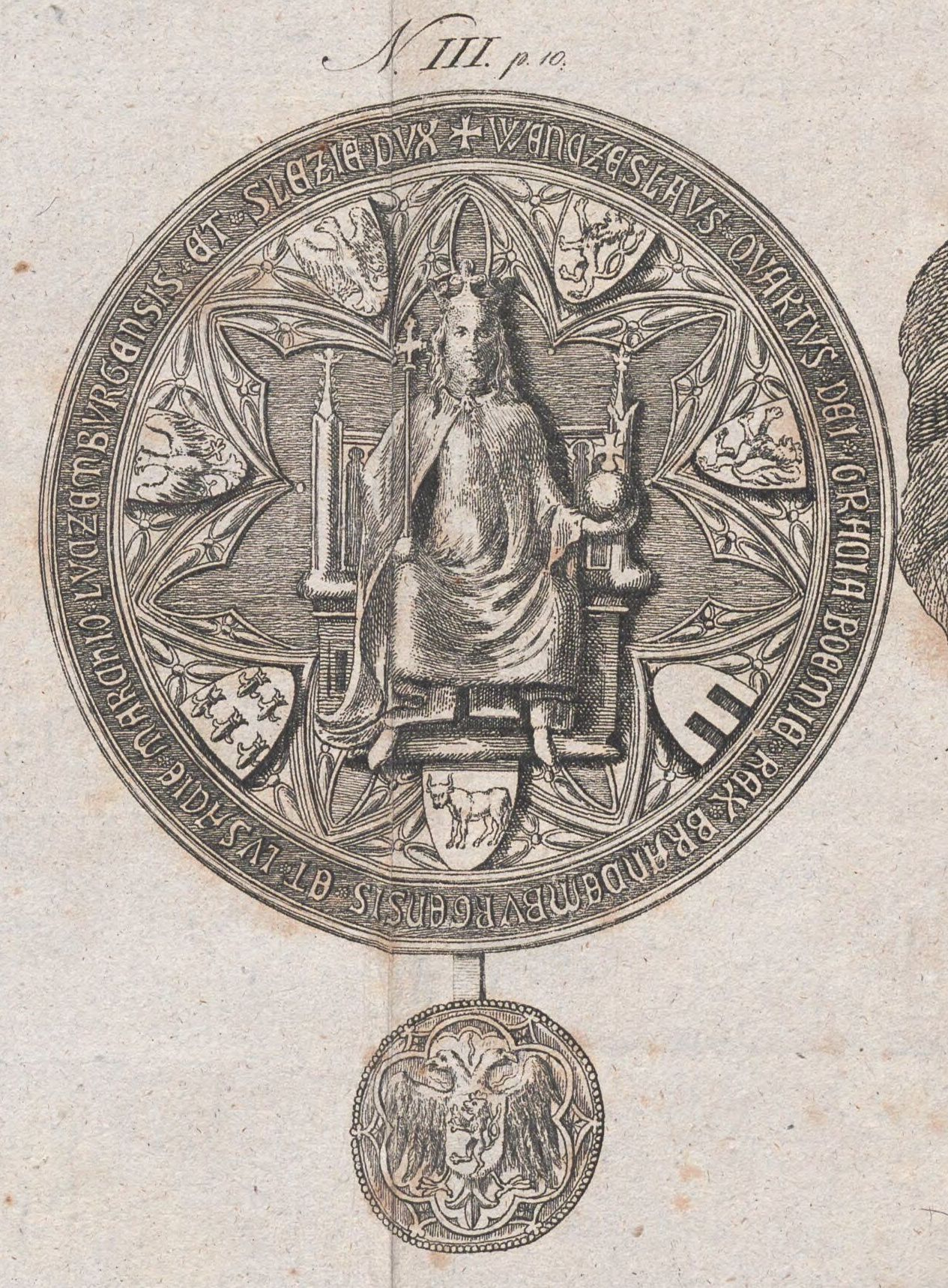
Majestätssiegel König Wenzels IV. von Böhmen 1363. Unter dem Thron das Wappen der Niederlausitz.

Ein Landeswappen der Niederlausitz ist erstmals 1363 im großen Majestätssiegel des Böhmischen Thronfolgers Wenzel IV. belegt. Wenig später führt das Wappen auch Herzog Bolko II. von Schweidnitz  in seinem Siegel. Die Farben beschreibt anlässlich des Trauerzugs für Kaiser Karl IV. erstmals 1378 die Augsburger Chronik in Gestalt der Landesfahne als ain panier weizz mit ainem rotten ochsen. Die erste farbige Darstellung findet sich im Wappenbuch von Bergshammar aus der Mitte des 15. Jahrhunderts. Das Wappen stellt einen mal stehenden, mal schreitenden roten Stier in Silber dar. Wie das Wappen der Oberlausitz entspricht das Wappen der Niederlausitz dem einer der landesherrlichen Städte, jedoch nicht dem Sitz der Niederlausitzer Landvogtei Lübben, sondern dem der Stadt Luckau.

## Geschichte
Die Niederlausitz tritt erstmals im Bayerischen Geograph als Siedlungsgebiet der slawischen Lusitzi in das Licht schriftlicher Überlieferung. Im Verlauf des 10. Jahrhunderts werden diese unterworfen, tributpflichtig gemacht und in die Sächsische Ostmark und das Bistum Meißen einbezogen. Vom 11. bis zum 14. Jahrhundert war das als Mark Lausitz bezeichnete Gebiet immer wieder zwischen den benachbarten Fürstengeschlechtern der Wettiner, Askanier und Piasten umstritten. 1364 erwarben die Luxemburger die Niederlausitz und machten sie zu einem böhmischen Kronland.
Am hochmittelalterlichen Landesausbau hatte die slawische Bevölkerung einen ebenso hohen Anteil wie Einwanderer aus den westlichen Reichsgebieten. In großen Teilen des Landes herrschte bis weit in die Neuzeit die sorbische (wendische) Sprache vor. Auch in den Städten der Niederlausitz gab es einen bedeutenden slawischsprachigen Bevölkerungsanteil. Herausragende Wirtschaftsfaktoren waren schon im 12. Jahrhundert Fischfang bzw. Fischzucht, der seit der Eisenzeit betriebene Abbau von Raseneisenerz und der Weinbau um Guben. Die dominierende politische Kraft im Land waren die Standesherren. Mit Ausnahme des bis 1817 fortbestehenden Klosters Neuzelle wurde die Niederlausitz nach der Reformation protestantisch.
Infolge des Dreißigjährigen Krieges erwarben 1635 die Wettiner Ober- und Niederlausitz. Die Herrschaft Cottbus befand sich allerdings bereits seit 1445 im Besitz der brandenburgischen Hohenzollern, was zusammen mit dem Traditionsrezess die Entwicklung der absolutistischen Landesherrschaft erheblich behinderte. Zollstreitigkeiten hemmten auch die Entwicklung der Niederlausitzer Wirtschaft. Auf dem Wiener Kongress wurde die Niederlausitz 1815 Preußen zugesprochen und in dessen Verwaltungsstruktur integriert.
Bereits vor der Industrialisierung entwickelten sich besonders solche Gewerbe, die von den naturräumlichen Vorteilen der Niederlausitz profitierten, zum Beispiel ein auf den Export nach Berlin ausgerichteter Obst- und Gemüseanbau (Guben, Spreewald), sowie eine auf Holz-, später Braunkohle, als Energieträger aufbauende Glas- und Hüttenindustrie. Durch Autarkiepolitik und Kohleverstromung getrieben, entwickelte sich besonders seit dem Beginn des 20. Jahrhunderts der Braunkohlenbergbau rasant. In den Städten der Niederlausitz dominierte die Textilindustrie. Staatliche Germanisierungspolitik und die gesellschaftlichen Umwälzungen der Industriegesellschaft führten seit dem 19. Jahrhundert zu einem sukzessiven Rückgang der niedersorbischen Sprachausübung, dem sich Vereine wie die Maśica Serbska und später die Domowina entgegenstellten.
Mit der Gründung des Bezirks Cottbus entstand 1952 erstmals seit 1815 wieder ein politisches Territorium, dass hauptsächlich aus dem historischen Kerngebiet der Niederlausitz bestand. Explizit als „Energiebezirk“ gebildet, war er durch Braunkohlenabbau und -verstromung geprägt. Daneben wurde die Textilindustrie (VEB Chemiefaserwerk Guben) entwickelt. Prägend war auch die starke Militarisierung der DDR-Gesellschaft mit ihren zahlreichen Militärstandorten.
Seit 1990 ist die Niederlausitz Teil des Landes Brandenburg. Die Kreisreform von 1993 nahm auf die historische Landschaft Niederlausitz nur bedingt Rücksicht und richtete vorrangig die Kreise auf das wirtschaftliche Zentrum Berlin aus. Durch Konfrontation mit dem Weltmarkt, Abwanderung, Entmilitarisierung, Ökonomisierung des Braunkohlenbergbaus und in den letzten Jahren auch eine gezielte Dekarbonisierungspolitik befindet sich das Gebiet der Niederlausitz in einem anhaltenden, tiefgreifenden Strukturwandel.

## Geographie und Natur

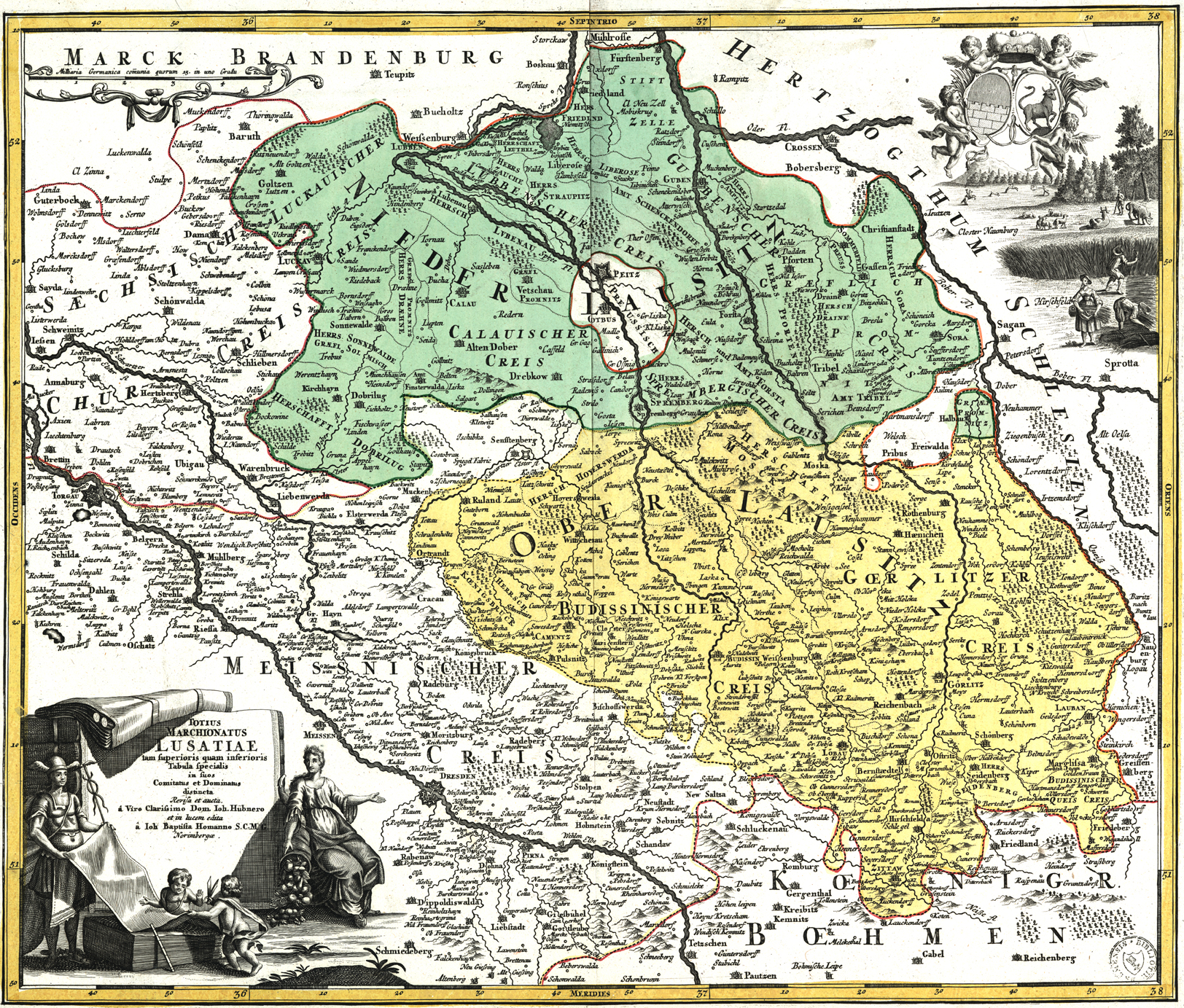
Die Niederlausitz (grün) zu Beginn des 18. Jahrhunderts

### Lage
Das Territorium der Niederlausitz ist begrenzt durch die Flüsse Spree im Norden, Bober im Osten, Schwarze Elster im Süden und Dahme im Westen.
Die nördliche Grenze der Niederlausitz verläuft nördlich von Golßen bis Hartmannsdorf, folgt dem Spreebogen bzw. der Spree über Schlepzig, Pretschen weiter nördlich bis Zaue zum Schwielochsee. Von dort geht es nördlich Friedland und Mixdorf in der Ziltendorfer Niederung an die Oder und schließlich ostwärts bis Niemaschkleba (poln. Chlebowo), einem Teil der Landgemeinde Gubin, in Polen. Die östliche Grenze verläuft in Polen etwa entlang der Linie Niemaschkleba–Sommerfeld.
Der Ort Sommerfeld (poln. Lubsko) selbst gehört nicht zur Niederlausitz. Die Grenze folgt dann ab Legel (poln. Lagoda) bis Christianstadt (poln. Krzystkowice) dem Bober und biegt westlich des Bober nach Kunzendorf (poln. Kunice Żarskie), einem südöstlichen Stadtteil von Sorau (poln. Żary) ab.
Im Südosten bildet etwa die Linie Kunzendorf bis Groß Särchen (poln. Żarki Wielkie) an der Lausitzer Neiße die Grenze und folgt von dort entlang der ehemaligen brandenburgisch-sächsischen Grenze (bis zum Jahr 1952) zur Schwarzen Elster dieser dann bis Lauchhammer (früher Mückenberg). Im Südwesten wechselte die Grenze für die Niederlausitz als Verwaltungsgebiet (u. a. Markgrafschaft) mehrfach. So gehörten Finsterwalde, Senftenberg, Doberlug-Kirchhain und Sonnewalde, jede Stadt für sich, in unterschiedlichen Epochen auch mal zu sächsischem Gebiet. Auf Karten ist die Grenze zwischen der Herrschaft Dobrilugk, heute Doberlug-Kirchhain und der Grafschaft Brehna als am stabilsten erkennbar. Seit 1993 gibt es den Landkreis Elbe-Elster, abgeleitet vom Elbe-Elster-Land, womit man die westliche Grenze entweder der alten Linie Buchhain über Trebbus und Luckau bis Schenkendorf (westlich von Golßen), oder entlang des Landkreises Oberspreewald-Lausitz sehen kann.

### Geologie

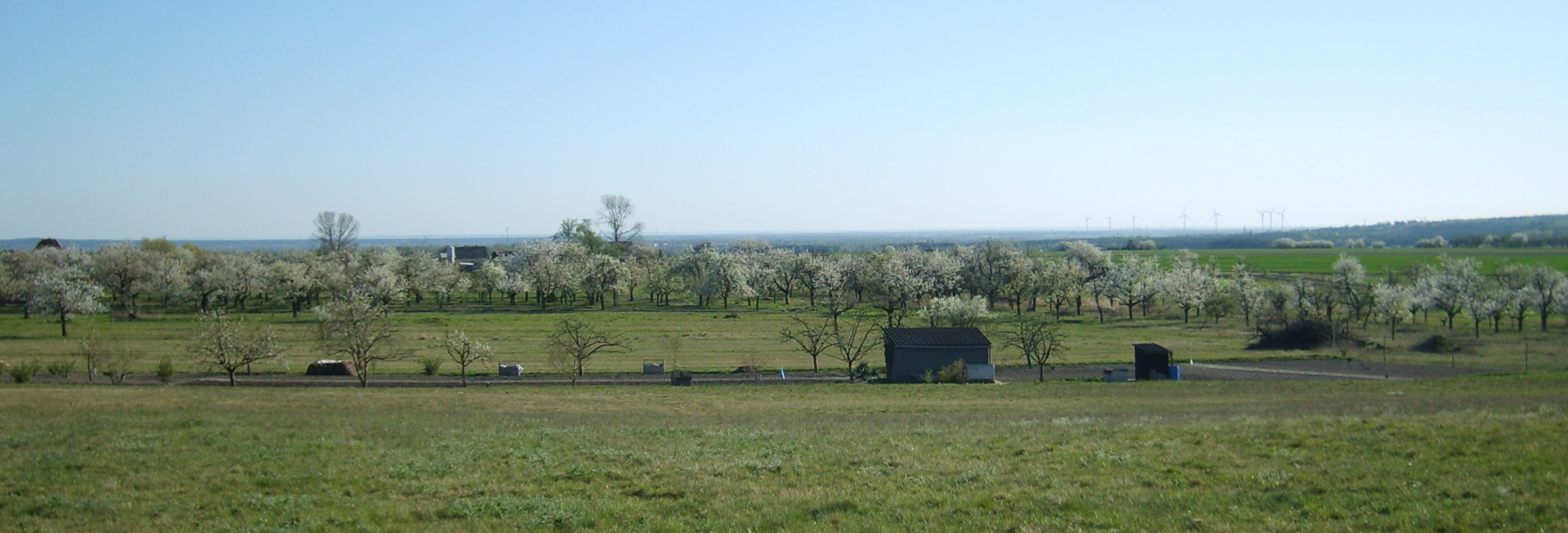
Landschaftsbild der Niederlausitz

Das in Deutschland liegende Teilgebiet der Niederlausitz gehört zum norddeutschen Tiefland. Durch sie zieht sich der Lausitzer Grenzwall, ein Teil des südlichen Landrückens, der sich nordwestlich im Niederen Fläming fortsetzt. Es handelt sich dabei um die Hauptendmoräne des Warthestadiums der Saaleeiszeit. Die höchste Erhebung des Lausitzer Grenzwalls (und damit der Niederlausitz) ist der 227 m hohe Rückenberg (polnisch Góra Żarska) bei Żary. Der Südliche Landrücken stellt hier eine Wasserscheide dar. Entlang einer breiten parallelen Linie durch Finsterwalde bis Calau (Calauer Schweiz) entspringen kleine Flüsse wie die Kleine Elster und Bäche, die meist nach Norden fließen und im Spreewald in die Spree münden. Durchbrüche haben die von Süden kommenden Flüsse Dahme, Spree und Neiße geschaffen. Südlich des Lausitzer Grenzwalls schließt sich das Urstromtal der Schwarzen Elster an.
In der Zeit des frühen Weichselhochglazials war während des Brandenburger Stadiums (vor ca. 19.600 bis 19.000 Jahren) nur die nördliche Niederlausitz vergletschert. Die Reste der stark verwitterten und teilweise völlig abgetragenen Endmoränenzüge dieses Stadiums und die dazugehörigen Sanderflächen befinden sich nördlich des Spreewaldes. Zu dieser jüngeren glazialen Serie gehört als Abflussrinne das Glogau-Baruther Urstromtal, deren Bett in der Niederlausitz von der Malxe und der Spree genutzt wird, die sich hier zum Spreewald verzweigt.
Die Oberfläche der Niederlausitz wurde grundlegend im ausgehenden Mittelpleistozän vor ca. 150.000 Jahren geschaffen und in den folgenden Epochen des Jungpleistozäns und des Holozäns glaziär, vor allem aber periglaziär durch Verwitterung, Abtragung, Ausspülung und Verwehung sowie durch äolische und fluviatile Sedimentation geformt.
An Bodenschätzen finden sich neben Braunkohle und Kies auch tiefliegende Vorkommen von Kupfer, die sich von Spremberg und Weißwasser bis ins polnische Lubin erstrecken.
Letzte tiefgreifende Veränderungen in der Landschaft entstanden seit den 1930er Jahren, sowie verstärkt zu DDR-Zeiten durch das Anlegen großer Braunkohletagebaue, denen über 100 Dörfer zum Opfer fielen. Bis in die Gegenwart werden Orte zerstört, so Horno, Lakoma oder Kausche.

### Gewässer und Landschaften

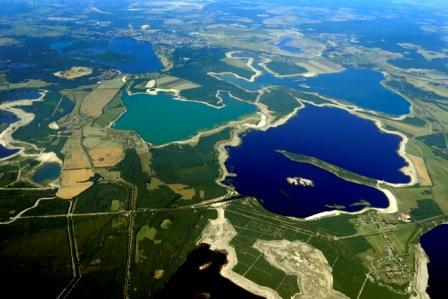
Lausitzer Seenland

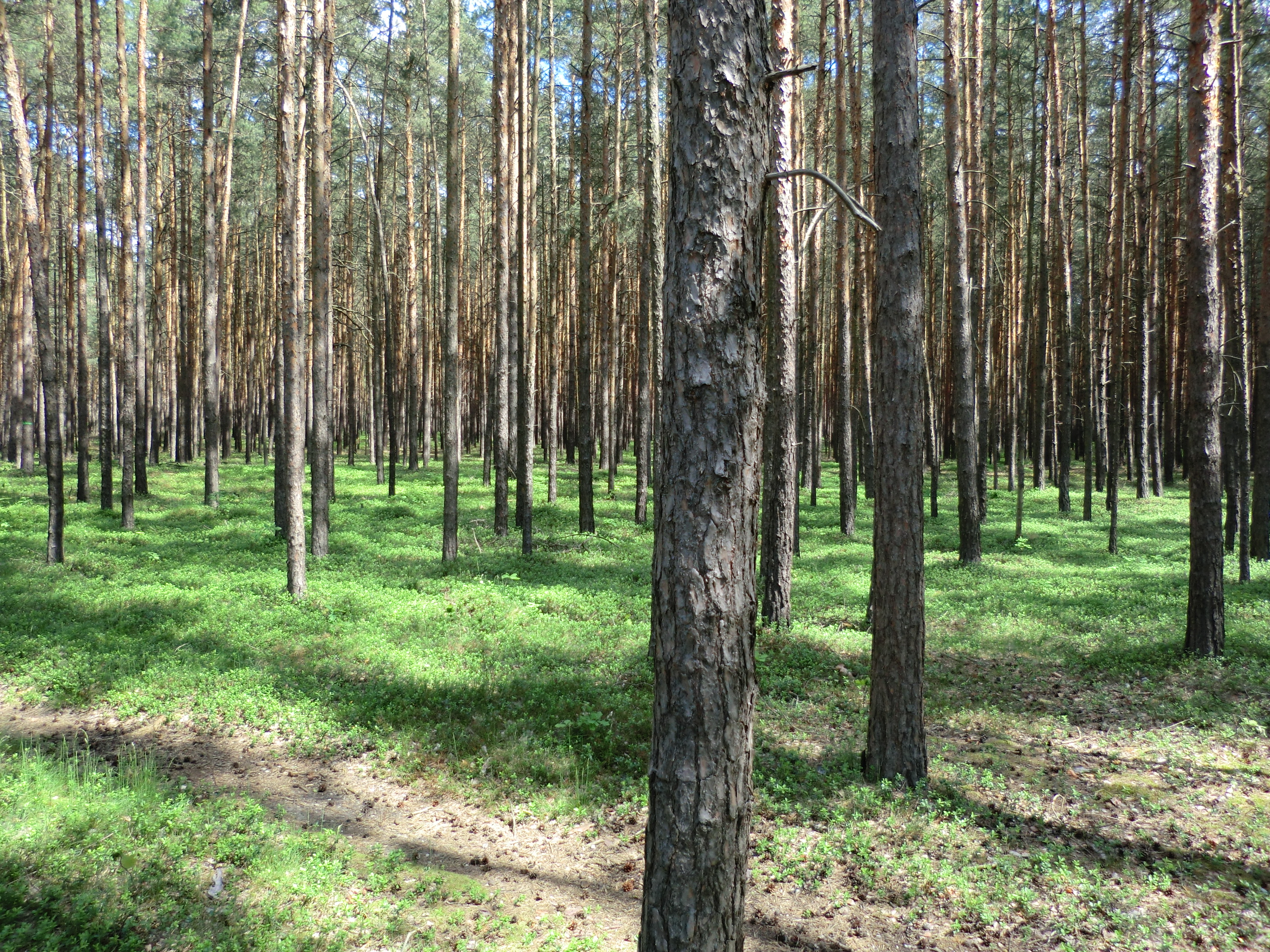
Typischer Kiefernforst (Plantagenwald) der Niederlausitz

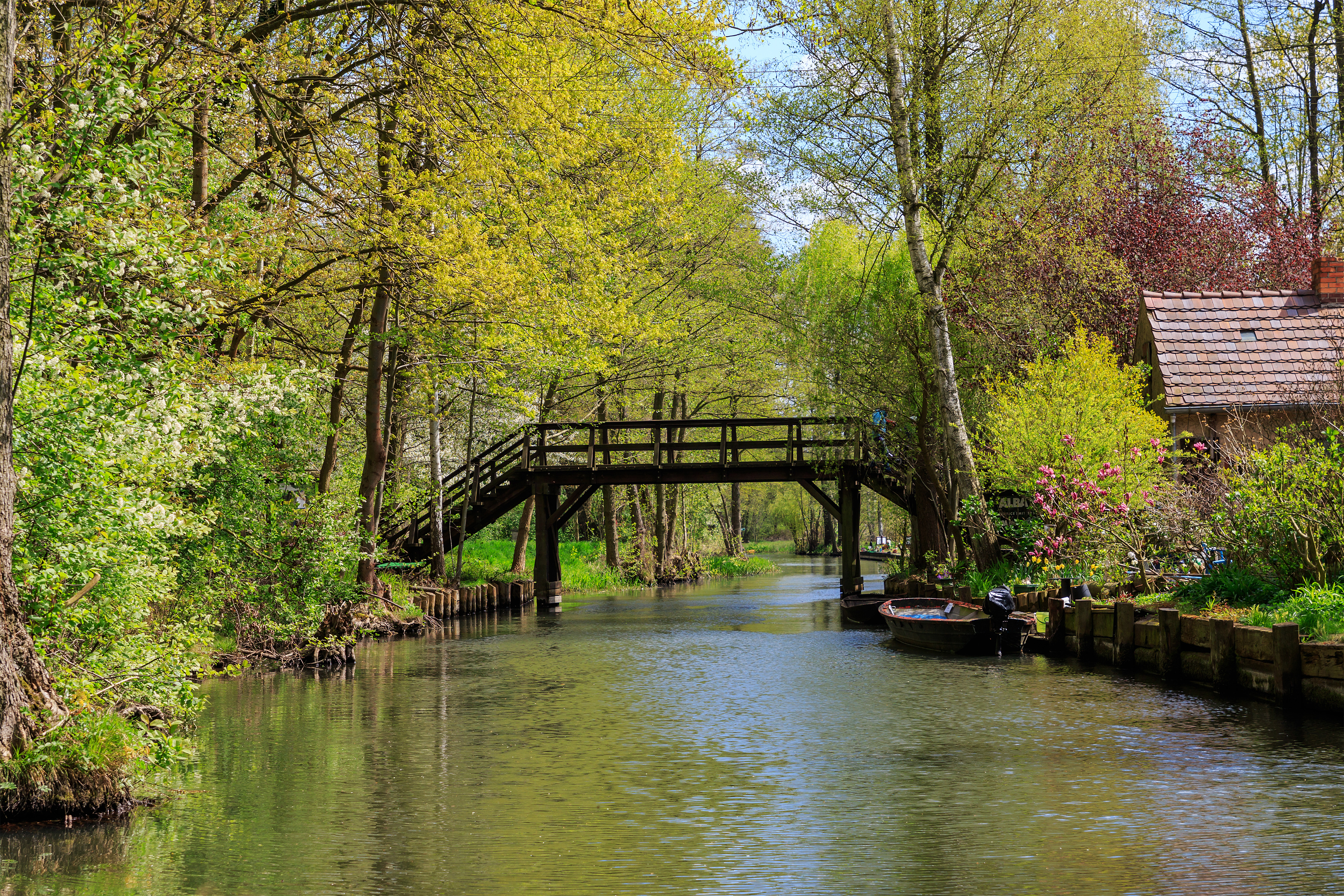
Spreewald bei Lübbenau

→ Siehe auch: Lausitzer Seenland

#### Flüsse
| - Berste - Lausitzer Neiße - Malxe - Oder | - Oelse - Schlaube - Schwarze Elster - Spree |

#### Landschaften und Naturräume
- Lausitzer Grenzwall
- Naturpark Niederlausitzer Heidelandschaft, zum Teil im heutigen Elbe-Elster-Land
- Naturpark Niederlausitzer Landrücken
- Naturpark Schlaubetal
- Spreewald
- Mehßower Landschaft

### Klima

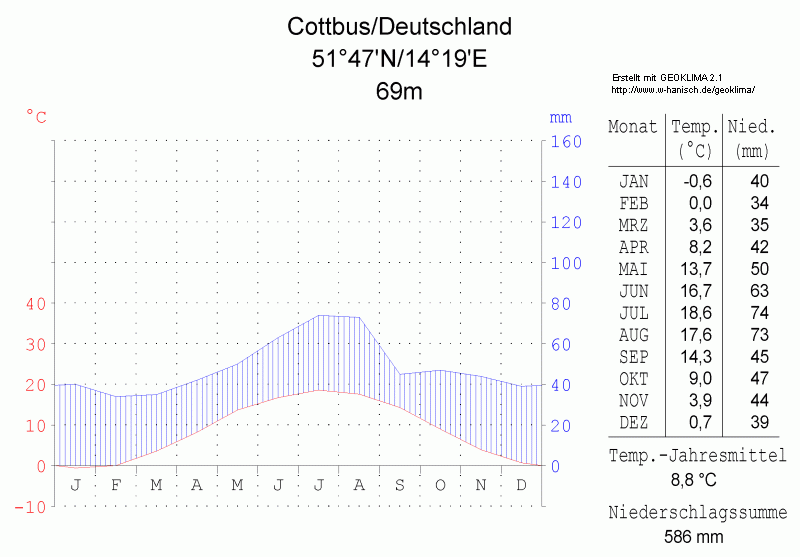
Klimadiagramm von Cottbus

Die Niederlausitz gehört zu den niederschlagärmsten Regionen Deutschlands. In lediglich drei bis vier Monaten pro Jahr wird eine monatliche Niederschlagsmenge von mehr als 50 mm erreicht.

### Städtische Entwicklung

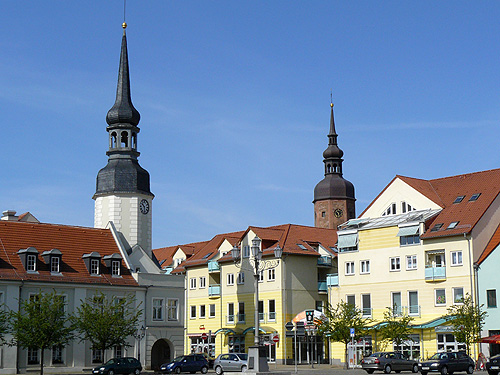
Spremberger Stadtmitte (2007)

Städtische Zentren waren und sind Cottbus (Chóśebuz) als größte Stadt, die historischen Hauptstädte des Landes Lübben (Spreewald) (Lubin ((Błota))) und Luckau (Łukow) sowie Guben (Gubin), Calau (Kalawa), Finsterwalde (Grabin), Forst (Baršć), Senftenberg (Zły Komorow), Spremberg (Grodk), Lübbenau/Spreewald (Lubnjow/Błota), Vetschau/Spreewald (Wětošow/Błota) und im Südwesten Doberlug-Kirchhain (früher Dobrilugk) und Lauchhammer (Łuchow; obersorbisch: Železarnje), siehe auch Elbe-Elster-Land, sowie im polnischen Teil die Stadt Żary (Žarow; deutsch: Sorau).
Gegenwärtig ist das Gebiet der Niederlausitz innerhalb des Bundeslandes Brandenburg in mehrere Kreise aufgeteilt.
Landkreise und kreisfreie Städte
- Cottbus (kreisfreie Stadt) (CB)
- Landkreis Elbe-Elster (EE), teilweise
- Landkreis Dahme-Spreewald (LDS), teilweise
- Landkreis Oberspreewald-Lausitz (OSL)
- Landkreis Oder-Spree (LOS), teilweise
- Landkreis Spree-Neiße (SPN)

Die Niederlausitz ist, ungeachtet der relativ dünnen Besiedlung, wie alle Regionen Mitteleuropas eine von den Menschen intensiv gestaltete Kulturlandschaft. Sie ist durch Kiefernforste, Heiden und auwaldartige Erlenbruchwälder, aber auch durch landwirtschaftliche Nutzflächen, Grünländer und Äcker, geprägt.

## Wirtschaft

### Industrie
Nach der Wiedervereinigung Deutschlands 1990 ist in den ersten Folgejahren der deutsche Teil der Niederlausitz weitgehend deindustrialisiert worden. Von der vormals bedeutenden Glasindustrie, dem Textilgewerbe und der Holzverarbeitung existieren nur noch kleine Reste. Durch den Kapitalmangel und durch die viel effizientere Technik besonders im Hauptwirtschaftszweig Energiegewinnung hat ein Gros der Arbeitnehmer die Niederlausitz wieder verlassen. Die Braunkohleverstromung ist mit drei Braunkohlekraftwerken immer noch der größte Arbeitgeber, der Export der elektrischen Energie in das deutsche Verbundnetz Haupterwerbszweig. Allein durch die erneuerbaren Energien soll der Eigenstrombedarf in einigen Regionen gedeckt werden. Entsprechend befinden sich auch kleine und mittlere Unternehmen der Metallverarbeitung und des Maschinenbaus in der Region. Forschung und Entwicklung wird in der Biotechnologie und chemischen Industrie (BASF) betrieben. Daneben gehen seit Mitte der 2000er Jahre mehrere der größten Solarparks wie der Solarpark Finsterwalde und der Solarpark Lieberose in Betrieb.
Ein Problem beim Ausbau der erneuerbaren Energien stellt hier die Leitungskapazität und der schleppende Ausbau des Leitungsnetzes in den Süden Deutschlands dar. Während der wirtschaftlichen Neufindung scheiterten zunächst auch Projekte wie die Produktion für Luftschiffe (Cargolifter), wurden aber durch andere wie heute der Urlaubspark Tropical Islands kompensiert.

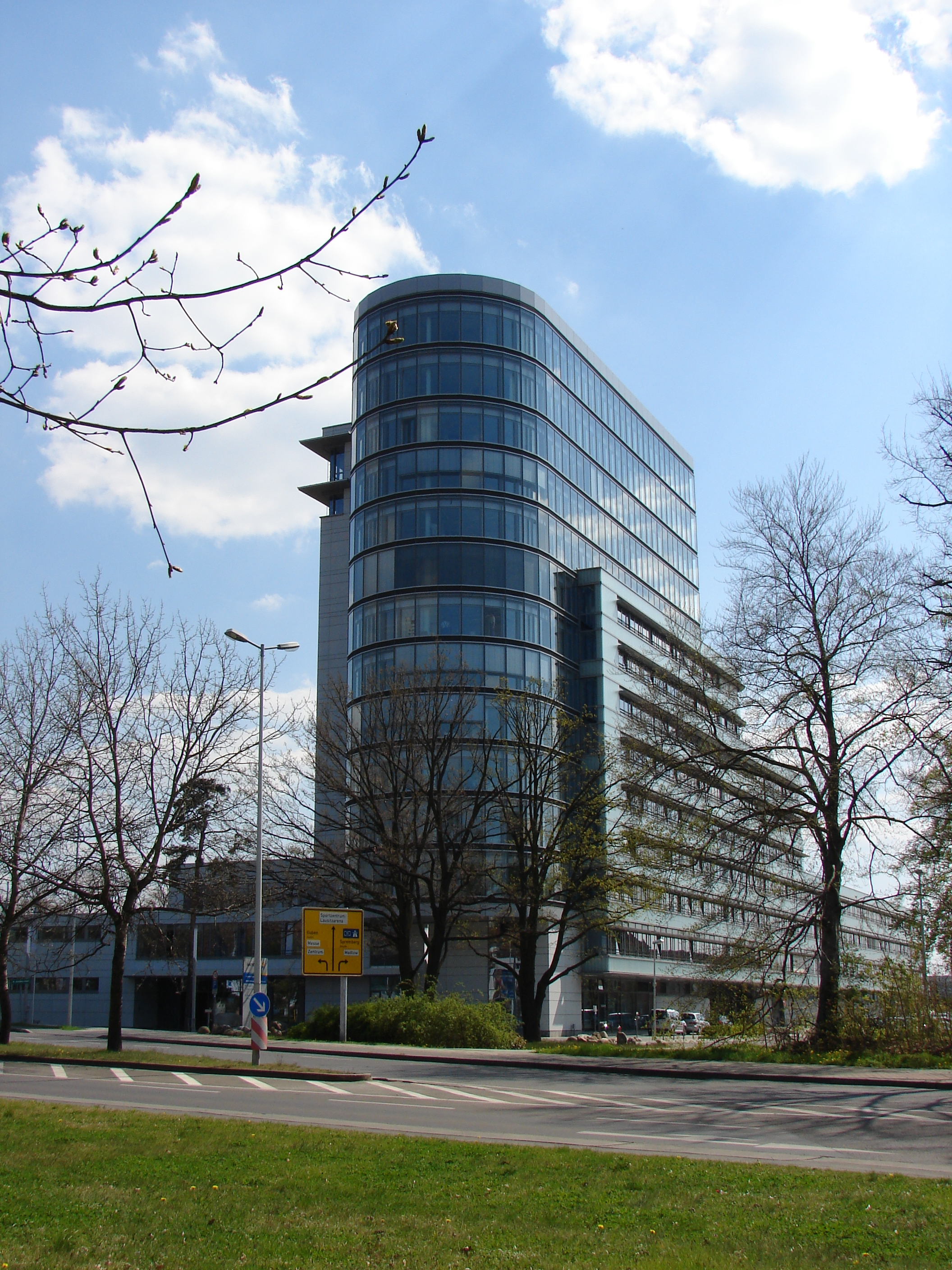
Verwaltungsgebäude der Leag
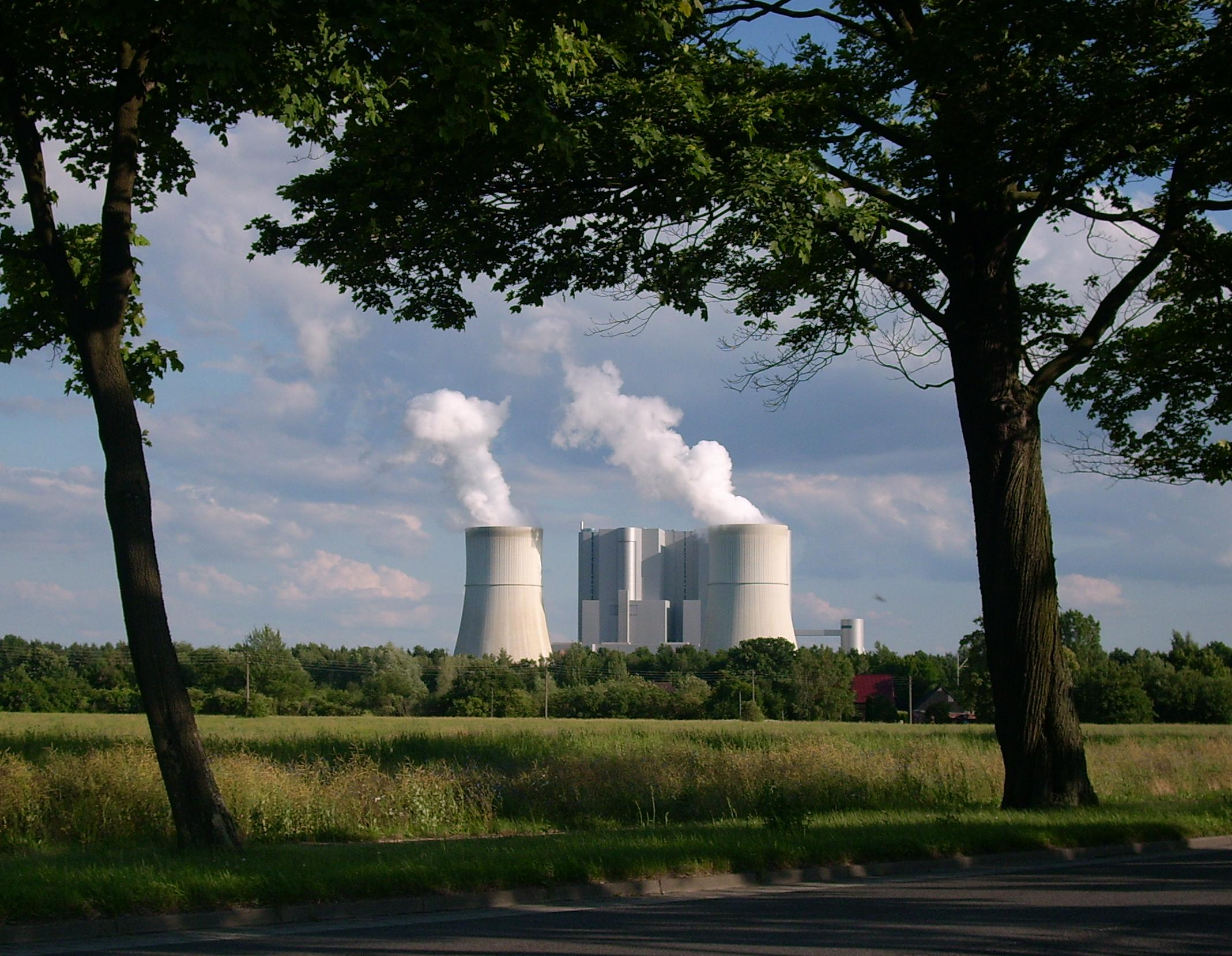
Braunkohlekraftwerk Schwarze Pumpe

Um Spremberg und Weißwasser sollten ab etwa 2015 ca. 200 Mio. Tonnen Kupfererz aus 1500 m Tiefe abgebaut werden.
Im Lausitzer Seenland wird als neuer Wirtschaftszweig der Tourismus seit den 2000er Jahren etabliert und gewinnt an Bedeutung.

### Infrastruktur

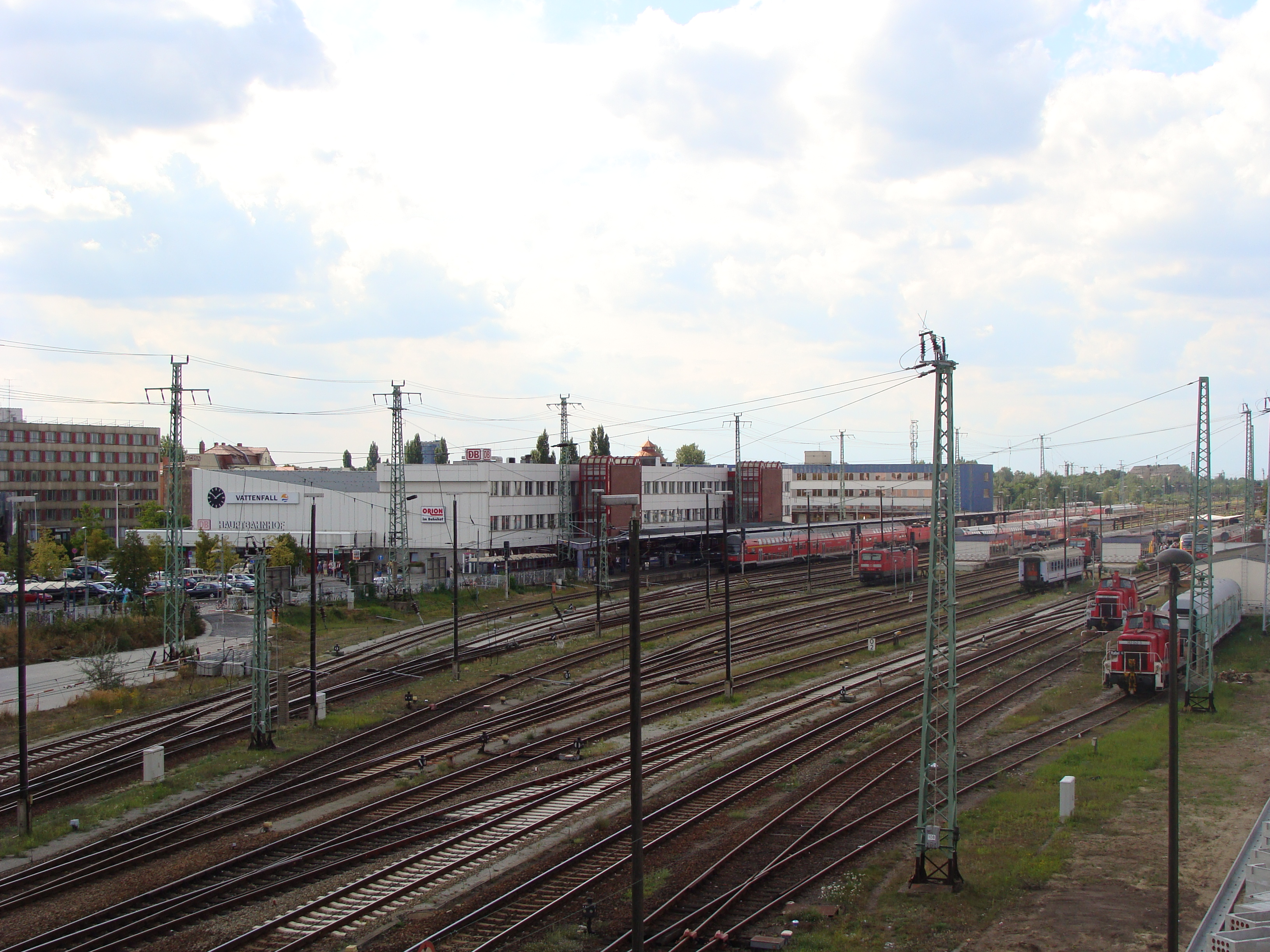
Cottbuser Hauptbahnhof

Das Eisenbahnnetz ist sehr gut ausgebaut, jede Stadt ab ca. 8.000 Einwohnern bietet dadurch Anbindung an die umliegenden Großstädte Berlin, Cottbus, Dresden und Leipzig. Alle betriebenen Strecken sind seit Ende der 1980er Jahre bis auf die Hauptbahn Cottbus–Görlitz zweigleisig ausgebaut und elektrifiziert. Der Anschluss an das polnische Netz ist nur auf eingleisigen Strecken möglich. Die Ausnahme ist die Strecke über Hoyerswerda und Kohlfurth (Węgliniec) nach Breslau (Wrocław).

#### Bahnverbindungen
- Berlin–Zossen–Luckau/Uckro–Doberlug-Kirchhain–Elsterwerda–Großenhain–Dresden
- Berlin–Lübben(Spreewald)–Lübbenau/Spreewald–Cottbus–Spremberg–Weißwasser–Görlitz
- Cottbus–Forst (Lausitz)
- Cottbus–Guben und Guben–Frankfurt (Oder)
- Leipzig/Halle–Torgau–Falkenberg/Elster–Doberlug-Kirchhain–Finsterwalde–Calau–Cottbus
- Kamenz(Oberlausitz)–Senftenberg–Calau–Lübbenau
- Węgliniec in Polen–Hoyerswerda–Ruhland–Senftenberg–Lauchhammer–Elsterwerda–Bad Liebenwerda–Falkenberg/Elster Niederschlesische Gütermagistrale
- Dresden–Großenhain–Senftenberg–Cottbus

#### Straßen
Das Straßennetz wird neben den Landesstraßen von den Bundesstraßen 87, 96, 97, 102, 112, 115, 156, 169, 179 und 320 gebildet, wobei geplant ist, die B 169 nach dem 2+1-System auszubauen. Um besseren Anschluss nach Norden und Westen zu erreichen, wird auch der 2+1-Ausbau der B 87 von Leipzig nach Frankfurt (Oder) gefordert. In Nord-Süd-Ost-Richtungen verlaufen die Autobahnen 13 und 15.

### Bildung und Gesundheit

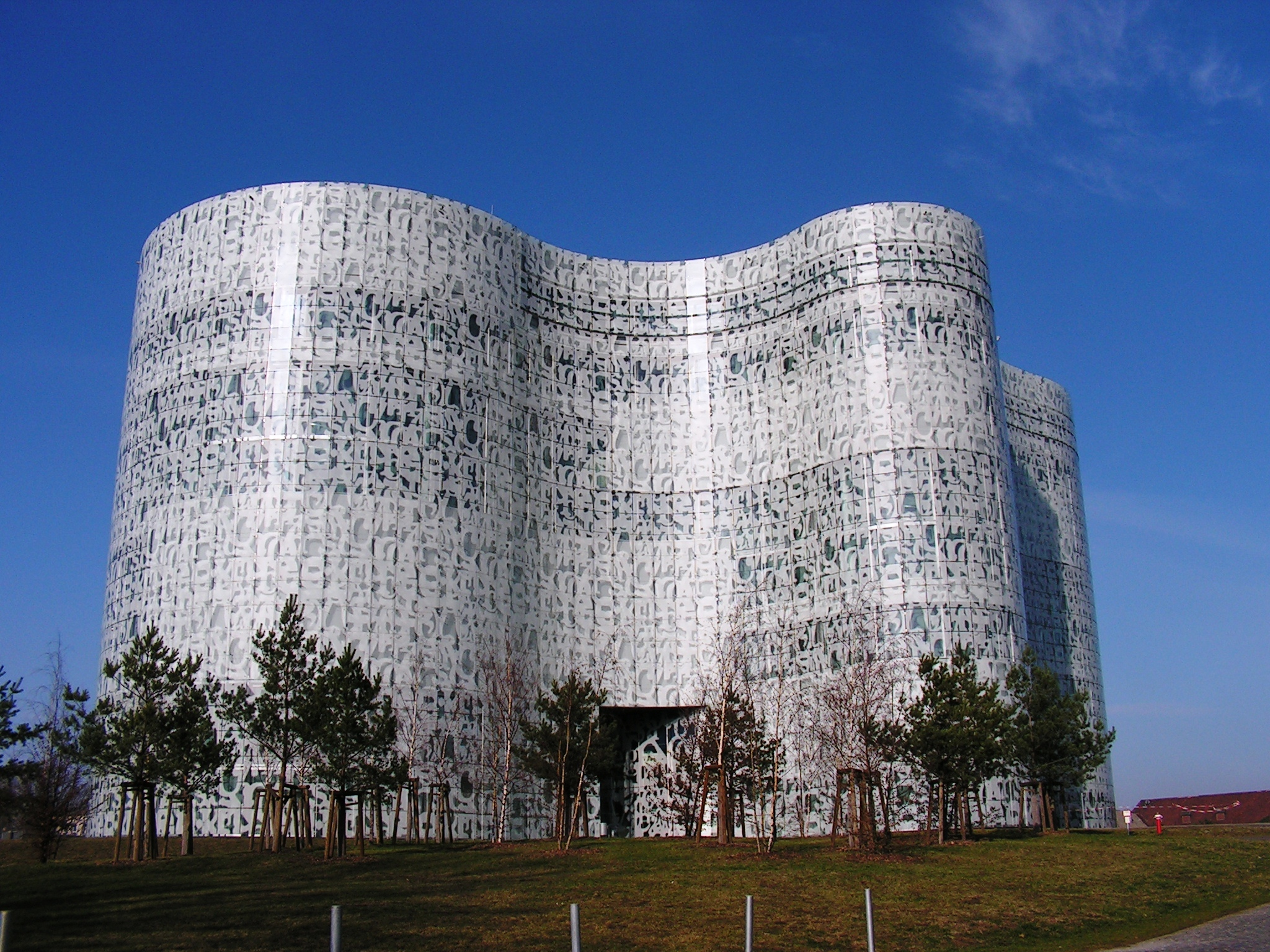
Universitätsbibliothek Cottbus

Die Bildungs- und Versorgungseinrichtungen sind mit der Brandenburgischen Technischen Universität Cottbus-Senftenberg und beispielsweise der Medizinischen Universität Lausitz – Carl Thiem und dem Klinikum Niederlausitz gut ausgebaut, wobei der steigende Hausärztemangel ein großes Problem darstellt.

### Landwirtschaft
Die Landwirtschaft auf relativ mageren Böden bei Deutschlands niederschlagsärmstem Klima ist nur begrenzt ertragreich. So werden vor allem Flachs für Leinöl, Mais, Raps und Spargel um Calau angebaut. Einige landwirtschaftliche Produkte aus der Niederlausitz, insbesondere aus dem Spreewald, haben deutschlandweit einen sehr guten Ruf.

## Tourismus

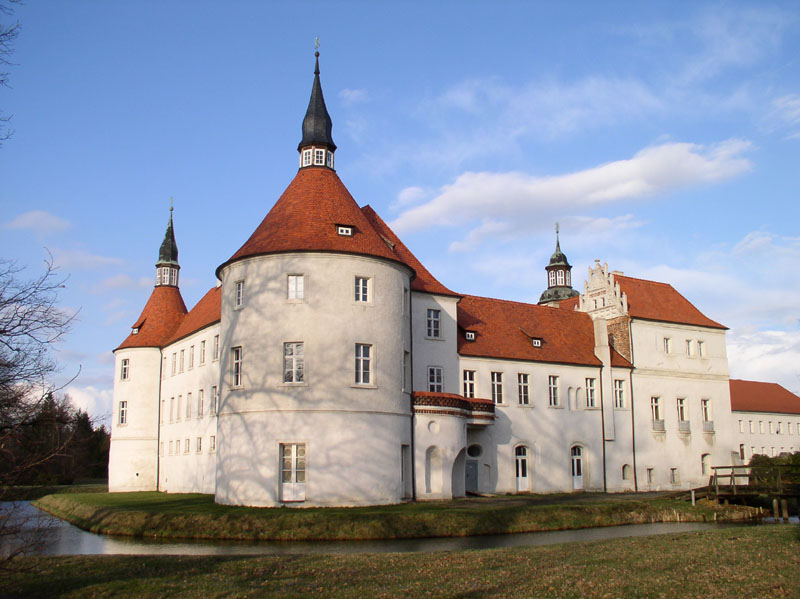
Schloss Fürstlich Drehna zwischen Crinitz und Luckau
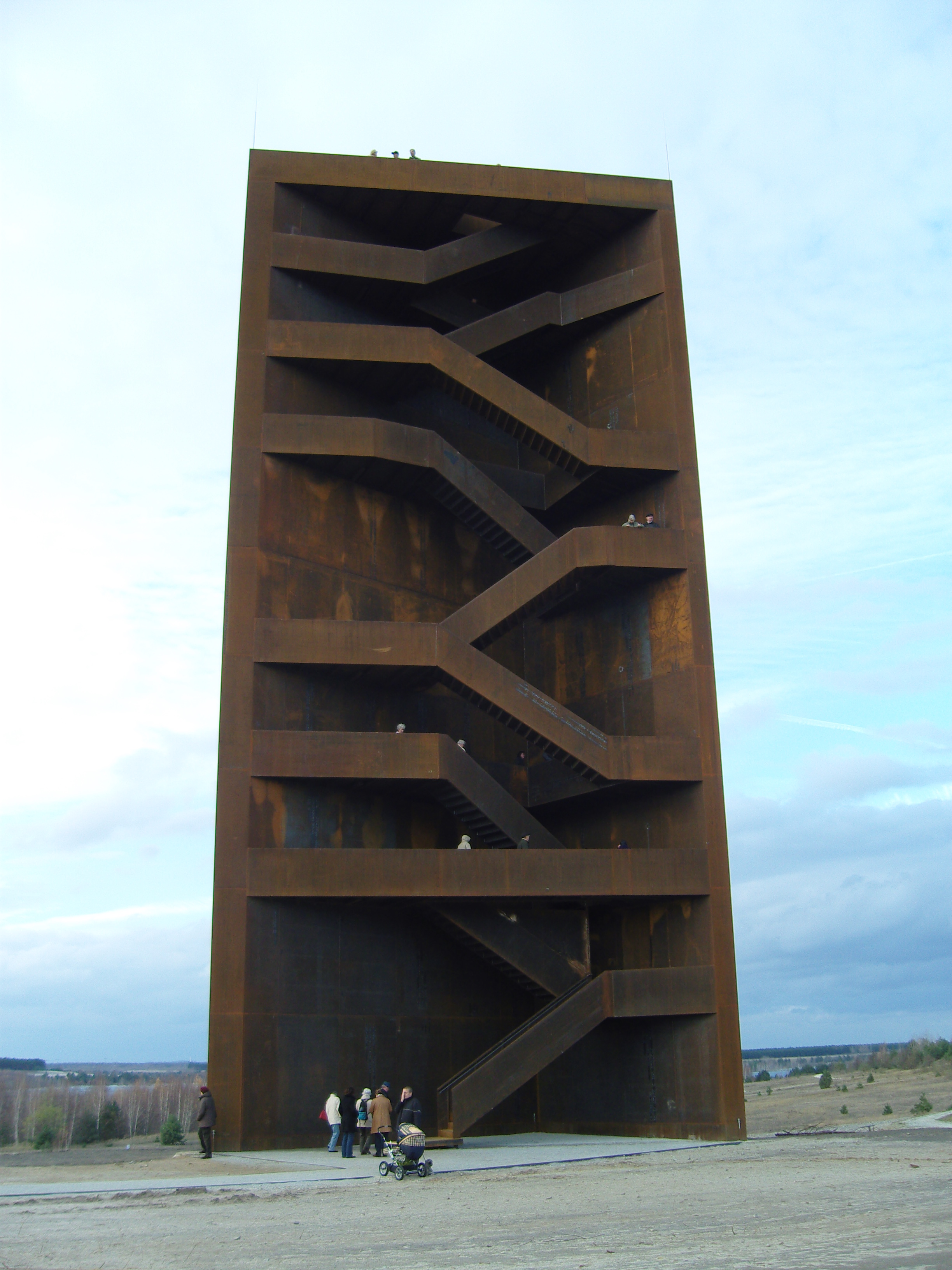
Der Aussichtsturm „Rostiger Nagel“ am Sornoer Kanal aus COR-TEN-Stahl
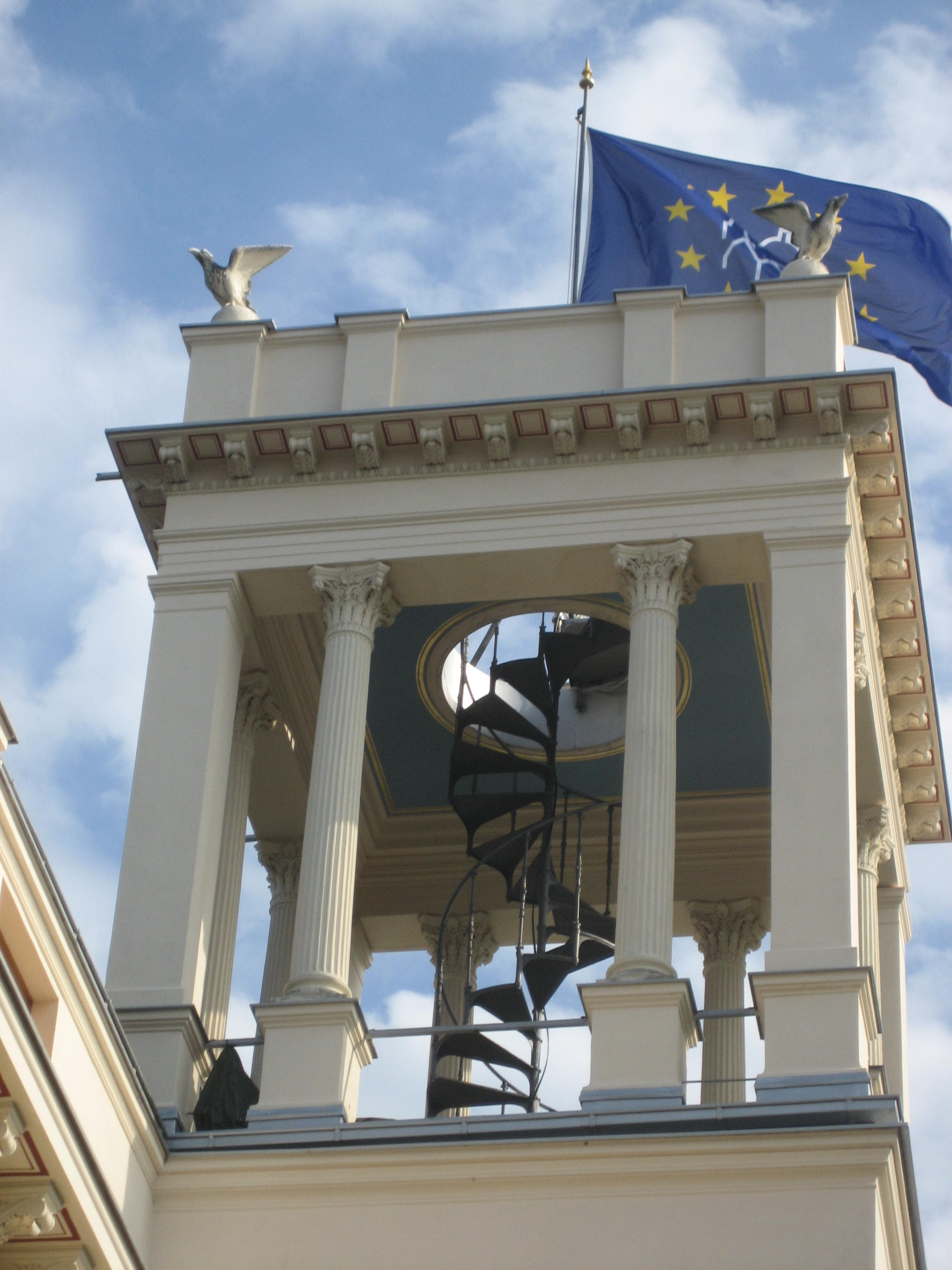
Schloss und Park Zinnitz
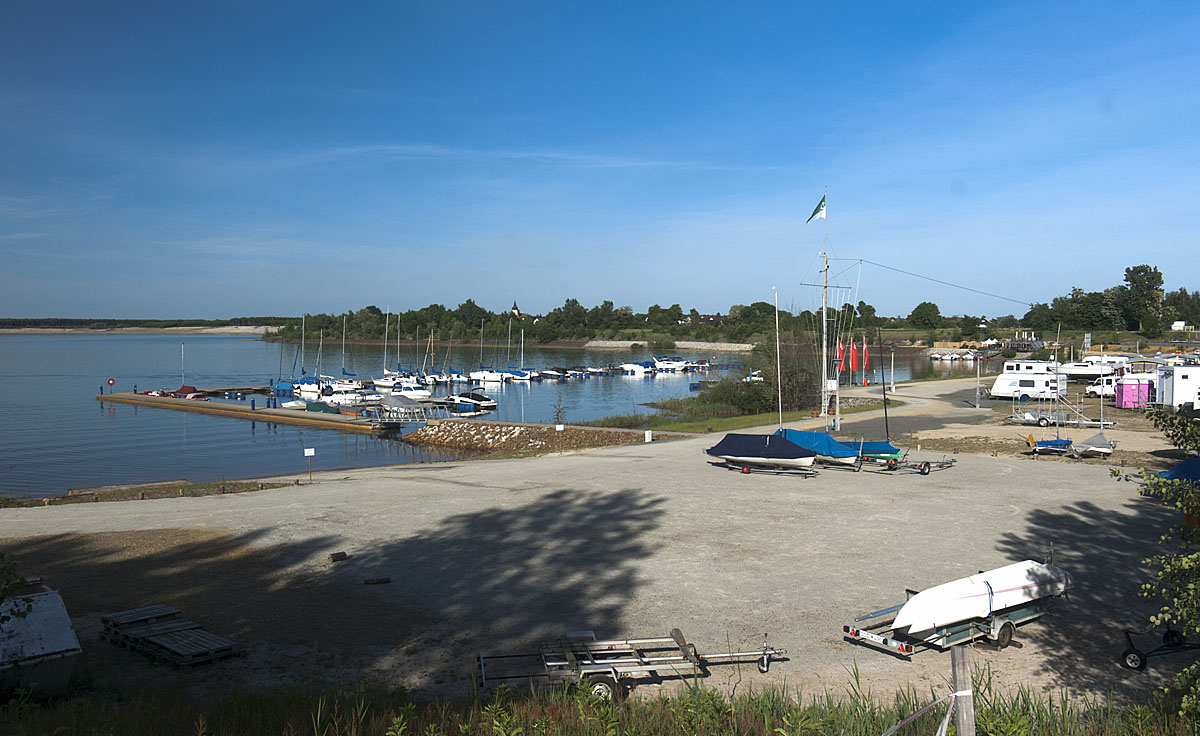
Geierswalder See
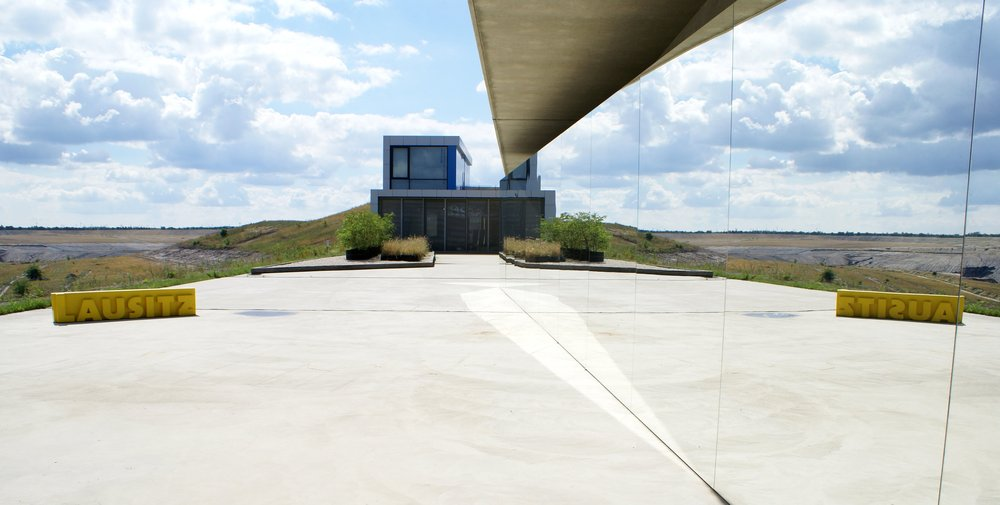
IBA-Terrassen

Von touristischer Bedeutung ist traditionell der Spreewald. Bedeutsam sind auch die Stadt Cottbus sowie die aus gartenarchitektonischer Sicht bedeutenden Parks des Fürsten Pückler, der Branitzer Park in (Cottbus-)Branitz und der Fürst-Pückler-Park Bad Muskau. Durch die Renaturierung und Flutung der ehemaligen Tagebaue ist zudem die Tourismusregion Lausitzer Seenland im Entstehen.
Die Niederlausitz wird von Radfern- und -regionalwegen erschlossen. Im Osten begrenzt der Oder-Neiße-Radweg die Region. Zentral wird sie vom Spreeradweg durchquert. Als regionale Routen bieten sich der Froschradweg und die Niederlausitzer Bergbautour (länderübergreifend Brandenburg und Sachsen) an. Im Norden im Spreewaldraum schließen der Gurken-Radweg und die Fürst-Pückler-Tour an. Im Südwesten leitet der Elster-Radweg zum Elberadweg.

## Kultur
An Unterhaltungsmöglichkeiten sind mehrere Theater und Ensembles in Cottbus, etwa das Staatstheater Cottbus mit dem Philharmonischen Orchester Cottbus, die Neue Bühne in Senftenberg, und die mehr als 100 Jahre alten vorführenden Kinozweckbauten, zwei der ältesten, das Weltspiegel Cottbus und das Weltspiegel Finsterwalde erwähnenswert.
Bezüglich des Niederlausitzer Brauchtums und der Rituale sind besonders die in der Lausitz verankerten sorbischen Traditionen zu erwähnen, wie beispielsweise das Zampern (camprowanje), Hahnrupfen (kokot), das Verzieren von Ostereiern oder die Vogelhochzeit. Einen Teil der Volkskultur stellen auch die sorbischen Trachten dar – insbesondere die Spreewaldtracht – die jedoch heute fast nur noch an Festtagen sowie zu touristischen Zwecken angelegt werden.

## Sprache

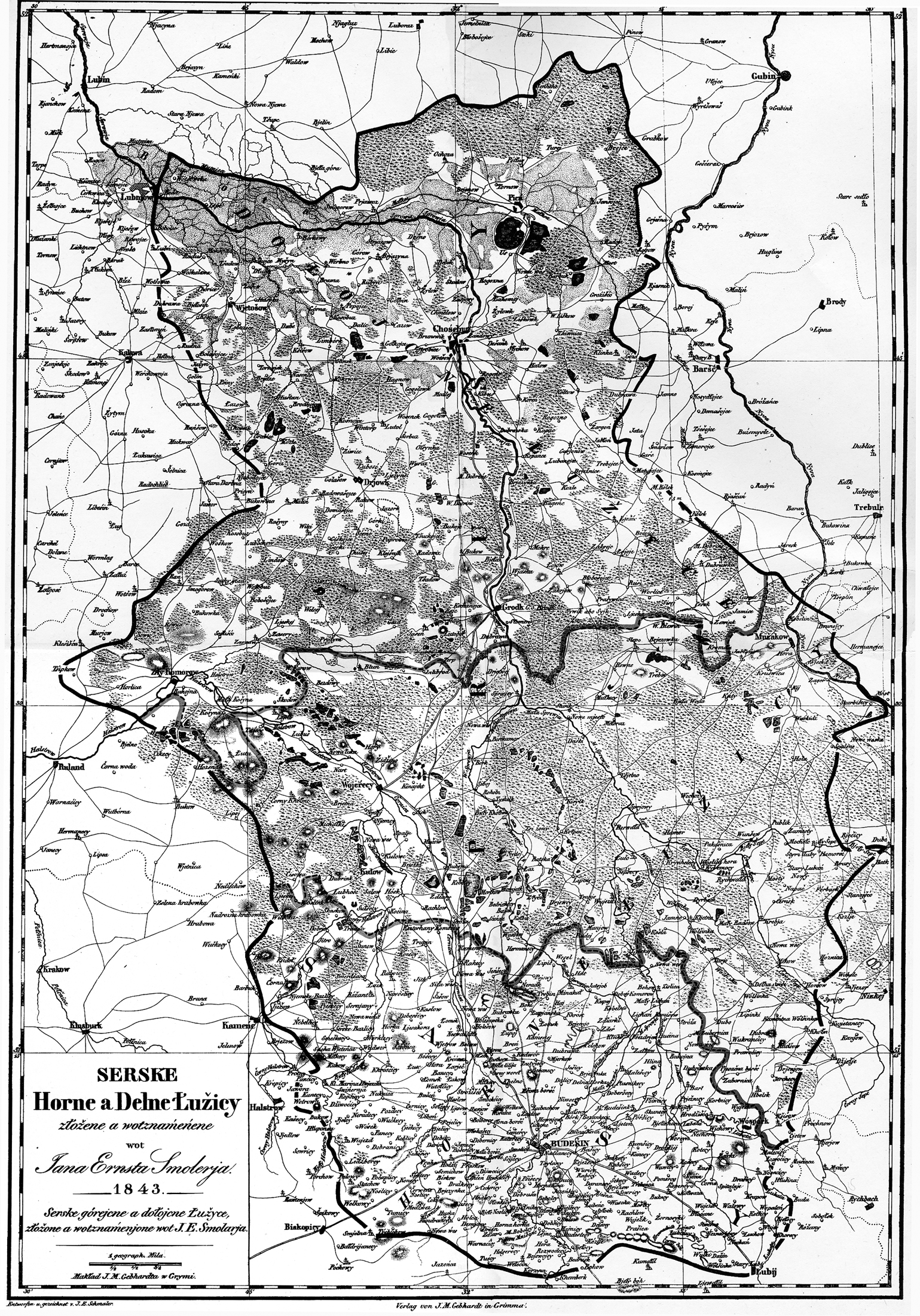
Zentrales sorbisches Sprachgebiet im Jahr 1843 nach Jan Arnošt Smoler

In der Niederlausitz werden heute im Wesentlichen die Niederlausitzer Mundart des Deutschen sowie von etwa 7.000–10.000 Menschen Niedersorbisch (auch Wendisch genannt) gesprochen. Noch im 18. Jahrhundert war das gesamte Gebiet der Niederlausitz mit Ausnahme der deutsch geprägten Städte einsprachig sorbisch. Die Landbevölkerung beherrschte in den meisten Orten kaum Deutsch. Das traf bis in die zweite Hälfte des 19. Jahrhunderts noch auf den zentralen Teil der Niederlausitz zu, wogegen in der Peripherie, v. a. in den Gebieten östlich von Neiße und Oder, im Luckauischen Kreis und in der Gegend um Doberlug-Kirchhain der Sprachwechsel zum Deutschen bedingt durch eine aktive Germanisierungspolitik in Schule und Kirche bereits erfolgt war. Nach der Statistik von Arnošt Muka aus den 1880er Jahren sprachen zu dieser Zeit noch 59,3 % der Einwohner des Kreises Cottbus Niedersorbisch; im Kreis Spremberg waren es 42,1 % und im Kreis Calau etwa 20 %. Muka wies in seinen ausführlichen Berichten aus den Orten besonders des Kreises Cottbus explizit darauf hin, dass es in vielen Dörfern kaum Einwohner gebe, die Deutsch beherrschten.
Im Lauf des 20. Jahrhunderts geriet das Niedersorbische bedingt durch die in den ersten fünf Jahrzehnten verstärkten Germanisierungsbestrebungen seitens des Staates, durch den massenhaften Zuzug einerseits von Arbeitskräften v. a. in die Braunkohlenindustrie und andererseits von deutschsprachigen Umsiedlern aus den ehemaligen Ostgebieten nach 1945 sowie durch andere Assimilationsfaktoren auch in den zentralen Niederlausitzer Kreisen endgültig in die Rolle der Minderheitensprache. Noch 1956 war es zwar in 24 Gemeinden des Kreises Cottbus die Sprache der Mehrheit, der Anteil an der Gesamtbevölkerung des Kreises war jedoch auf 29 % geschrumpft. In vielen Dörfern erfolgte der Sprachwechsel innerhalb von nur zwei bis drei Generationen. Heute ist die niedersorbische Sprache in allen Orten eine Minderheitensprache und am meisten noch in den Gemeinden nördlich von Cottbus (Dissen-Striesow, Schmogrow-Fehrow, Teichland, Turnow-Preilack etc.) in Gebrauch.